# Bullou
Bullou foi uma comuna francesa na região administrativa do Centro, no departamento Eure-et-Loir. Estendia-se por uma área de 9,27 km², com 204 habitantes, segundo os censos de 1999, com uma densidade 22 hab/km².
Em 1 de janeiro de 2018, passou a formar parte da comuna de Dangeau.